# قمری زمردی کریسمس
قمری زمردی کریسمس (نام علمی: Chalcophaps indica natalis) نام یک زیرگونه از گونه قمری زمردی معمولی است.